# Eduardo Cáceres
Eduardo Augusto Cáceres Giménez (San Juan, 30 de enero de 1975) es un abogado penalista y político argentino. Fue diputado nacional del PRO por San Juan entre 2013 y 2021.

## Biografía
Eduardo Cáceres nació en San Juan el 30 de enero de 1975. Se recibió con el título de abogado en la Universidad Católica de Cuyo. Durante dos mandatos fue Diputado Nacional, desde 2015 a 2021.
En 2011 se une a PRO y fue candidato a intendente de la capital sanjuanina. En 2013 se postuló como diputado nacional por su provincia y fue elegido. Actualmente es el presidente del partido en San Juan y desde 2016 preside la Comisión de Minería de la Cámara de Diputados de la Nación.
En 2018 fue denunciado por violencia por su expareja y sucesora en el cargo, Gimena Martinazzo. Tras su imputación diferentes partidos pidieron su suspensión como legislador pero su suspensión contó con el rechazo del Pro y el bloque Cambiemos. Finalmente en 2022 fue sobreseido  y la causa continua contra la denunciante y testigos por falso testimonio y adulteracion de pruebas.
En diciembre de 2015 fue designado por el poder ejecutivo como miembro de EBITAN (Entidad Binacional Túnel de Agua Negra).
Fue reelecto diputado nacional en las elecciones legislativas de octubre de 2017 por Cambiemos. En 2021 presentó el primer proyecto de ley en cuestionar la ideología de género, generando un gran impacto. En 2022 participó en un escrache a jueces federales que condenaron a cinco hombres por una violación grupal a una menor, tras ser procesado por violencia de género apoyó a un grupo de condenados por una violación grupal de Florencio Varela, se manifestó con un megáfono junto a los familiares de los acusados del ataque ocurrido en 2019 en un escrache a los jueces del expediente. El caso había tenido impacto nacional cuando en abril de 2019, una menor de 17 años fue violada por un grupo de varones en Florencio Varela, encontrada incociente al otro día con signos de abuso y lastimaduras.

## Causa judicial y rol en la lucha contra las falsas denuncias
En noviembre de 2020, Eduardo Cáceres fue denunciado por Gimena Martinazzo, dirigente política de su mismo espacio. La denuncia incluyó capturas de chats y fotos de supuestas lesiones, que posteriormente fueron calificadas como apócrifas por peritos oficiales y derivó en una causa por falso testimonio contra una testigo implicada. En agosto de 2022, el juez Carlos Lima resolvió el sobreseimiento definitivo de Cáceres al considerar que no había elementos que sostuvieran la acusación.
A partir de ese episodio, Cáceres se convirtió en uno de los referentes de la lucha contra las denuncias falsas, participando activamente en el Observatorio de Falsas Denuncias y en movilizaciones públicas como la realizada el 9 de septiembre de 2022 frente al Ministerio de la Mujer, en el marco del Día Mundial contra las Falsas Denuncias. También impulsó el denominado "Proyecto Alejo", una iniciativa legislativa para penalizar las denuncias falsas sin afectar las garantías de las víctimas reales. Su testimonio personal fue publicado en el ensayo “Yo te creo, hermano”, difundido por el medio digital Seúl.

## Carrera política
El 9 de febrero de 2023 Eduardo Cáceres anunció, por Instagram, su intención de postularse como candidato a gobernador por la Provincia de San Juan junto Romina López Cuenca como su candidata a vicegobernadora.